# Картон (мистецтво)

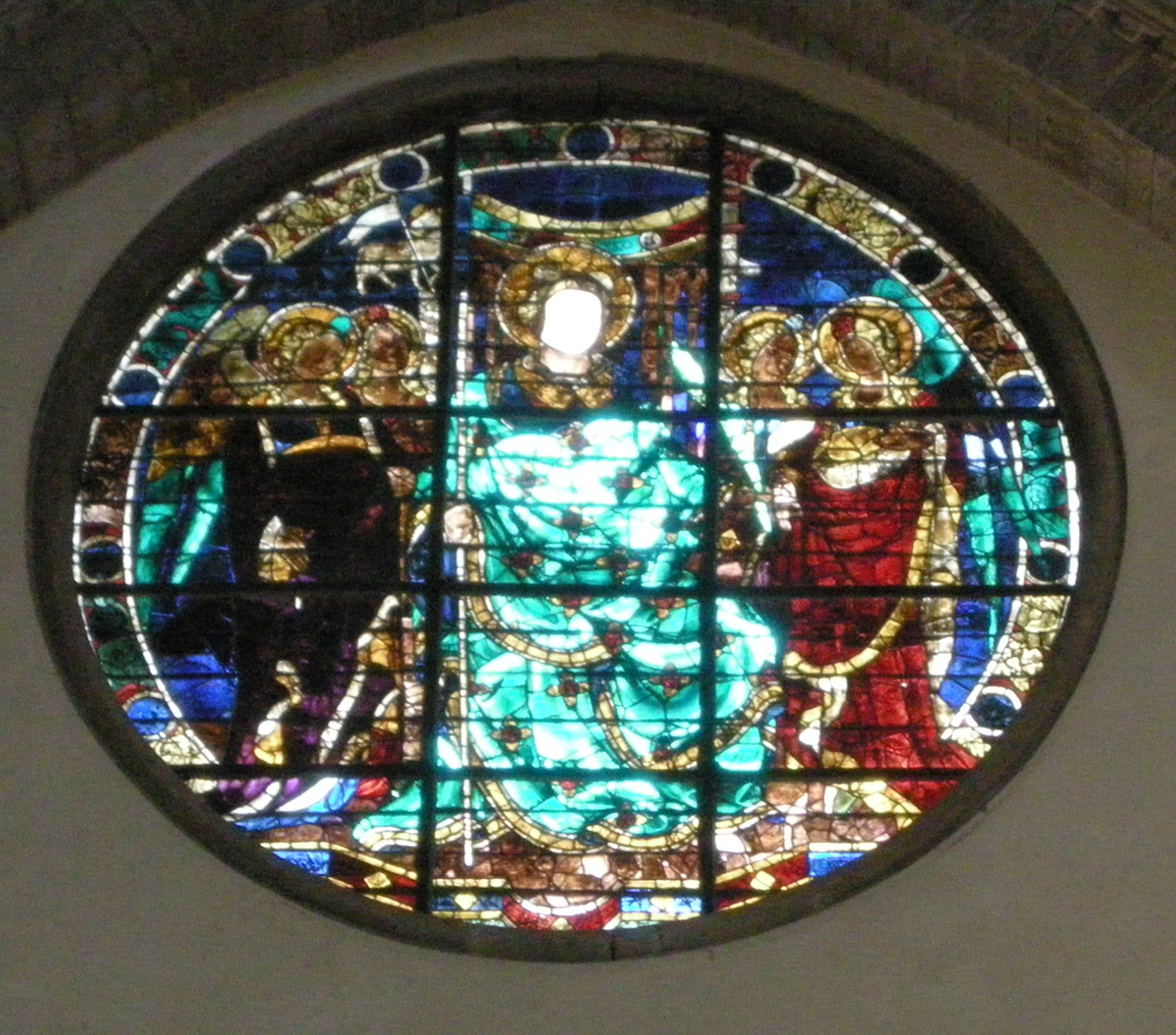
Вітраж в Сан Лоренцо. Картон роботи скульптора Гіберті

Картон (італ. cartone) — підсобний великоформатний малюнок (іноді розфарбований), що виконується в розмірі майбутнього твору фрескового живопису, мозаїки, вітражу, гобелену.
Картон вимальовується вуглем або олівцем (або в два олівці — білий і чорний), зроблений на папері або на ґрунтованому полотні, з чого вже пишеться картина фарбами. Спочатку подібні малюнки робилися виключно для фресок, товстий папір, на якому робився малюнок, проколювався по його контуру, накладався на ґрунт, приготований для фрескового живопису, і посипався вугільним порошком по проколюванню, через що на ґрунті утворювався слабкий чорний контур. Фресковий живопис писався відразу без поправок, і тому вироблення готового, абсолютно обдуманого контуру було необхідно.
Картон або картони у ткацтві — ескіз для створення килиму-аррасу (гобелену). Він створюється художником-картоньєром у розмір майбутнього килима-арраса (гобелена), по якому і працюють ткалі. Нерідко знамениті художники виконували картони для тканих килимів-картин; відомі сім картонів Рафаеля з «Діянь апостольських», виконані їм для фландрських ткачів (зберігаються в Кенсінгтонському музеї в Лондоні), чотири картони Мантеньї. Картони до аррасів створювали Пітер Пауль Рубенс, Джуліо Романо, ціла низка художників Фландрії XVI—XVII століть, Франції XVI—XIX століть. З найближчого до нас часу можна згадати про картони Овербека, Шнорра, Корнеліуса («Руйнування Трої», «Страшний Суд» та ін), Каульбаха («Руйнування Єрусалиму», «Битви гунів» та ін), Енгра — для живопису на склі в усипальниці Орлеанського дому. Іноді картон написаний одним художником, а живопис з нього — іншим. Так, Корнеліус віддавав деякі картони майже в повне розпорядження своїх учнів. В XX столітті до створення картонів для гобеленів звернувся Жан Люрса.
Закінчені картони часто мають цінність картин; такі картони Мікеланджело, Леонардо да Вінчі, Рафаеля, Мантеньї, Джуліо Романо та ін. мають самостійне мистецьке значення і століттями слугували школою вивчення художниками минулих часів. Збережені картони художників Високого Відродження Італії зберігаються в музеях як самостійні мистецькі твори (картон Рафаеля до фрески «Афінська школа», Мілан, Амброзіана; картони Джуліо Романо до килимів «Тріумф Сципіона Африканського», перший — у Луврі, Париж, другий — в Ермітажі, Петербург).
Картони також використовуються для виготовлення вітражу.